# 5478 Wartburg
5478 Wartburg este un asteroid din centura principală de asteroizi.

## Descriere
5478 Wartburg este un asteroid din centura principală de asteroizi. A fost descoperit pe 23 octombrie 1989 la Tautenburg de Freimut Börngen. El prezintă o orbită caracterizată de o semiaxă mare de 2,54 ua, o excentricitate de 0,14 și o înclinație de 8,0° în raport cu ecliptica.